# Ceromitia jamaka
Ceromitia jamaka is een vlinder uit de familie van de langsprietmotten (Adelidae). De wetenschappelijke naam van de soort is voor het eerst geldig gepubliceerd door Mey in 2011.
De soort komt voor in tropisch Afrika.